# Austrosynapha cornuta
Austrosynapha cornuta är en tvåvingeart som beskrevs av Duret 1980. Austrosynapha cornuta ingår i släktet Austrosynapha och familjen svampmyggor. Inga underarter finns listade i Catalogue of Life.